# Hunspell
Hunspell — це спелчекер та аналізатор морфології створений для мов з багатою морфологією, складними складними словами і кодуваннями символів, першопочатково створений для угорської мови.
Hunspell створений на основі MySpell і зворотно сумісний зі словниками MySpell. Проте, на відміну від MySpell, який використовує однобайтові кодування, Hunspell може використовувати словники в кодуванні Unicode UTF-8.

## Ліцензія
Hunspell це вільне програмне забезпечення, що поширюється на умовах потрійної ліцензії GPL, LGPL і MPL.

## Зноски
1. ↑  Releases - hunspell/hunspell. Архів оригіналу за 2 січня 2017. Процитовано 12 квітня 2017 — через GitHub.